# Elecciones municipales de Trujillo de 1993
Las elecciones municipales de Trujillo de 1993 se llevaron a cabo el 29 de enero de 1993 para elegir al alcalde y al Concejo Provincial de Trujillo para el periodo 1993-1995. La elección se celebró simultáneamente con elecciones municipales en todo el país.

## Sistema electoral
La Municipalidad Provincial de Trujillo es el órgano administrativo y de gobierno de la provincia de Trujillo. Está compuesta por el alcalde y el Concejo Provincial.
La votación del alcalde y el concejo se realiza en base al sufragio universal, que comprende a todos los ciudadanos nacionales mayores de dieciocho años, empadronados y residentes en la provincia de Trujillo y en pleno goce de sus derechos políticos, así como a los ciudadanos no nacionales residentes y empadronados en la provincia de Trujillo.
El Concejo Provincial de Trujillo está compuesto por 19 regidores elegidos por sufragio directo para un período de tres (3) años, en forma conjunta con la elección del alcalde (quien lo preside). La votación es por lista cerrada y bloqueada. Se asigna a la lista ganadora los escaños según el método d'Hondt o la mitad más uno, lo que más le favorezca. Es elegido como alcalde el candidato que ocupe el primer lugar de la lista que haya obtenido la más alta votación.

## Partidos y candidatos
A continuación se muestra una lista de los principales partidos y alianzas electorales que participaron en las elecciones:
| Candidatura | Candidatura | Partidos y alianzas | Candidatos | Candidatos                    | Ideología                                               | Ref. |
| ----------- | ----------- | --- | ---------- | ----------------------------- | ------------------------------------------------------- | ---- |
|             | APRA        | Lista - Partido Aprista Peruano (APRA) |            | José Murgia Zannier           | Aprismo                                                 |      |
|             | AP          | Lista - Acción Popular (AP) |            | Mardiza Montero Villacorta    | Humanismo Nacionalismo cívico Reformismo                |      |
|             | PPC         | Lista - Partido Popular Cristiano (PPC) |            | José Huerta Mejía             | Conservadurismo social Humanismo Democracia cristiana   |      |
|             | IU          | Lista - Izquierda Unida (IU) – Unión de Izquierda Revolucionaria (UNIR) – Partido Comunista Peruano (PCP) – Frente Obrero Campesino Estudiantil y Popular (FOCEP) |            | Mauro Gómez Caballero         | Marxismo-leninismo Mariateguismo Socialismo democrático |      |
|             | MDI         | Lista - Movimiento Democrático de Izquierda (MDI) |            | César Campos Rodríguez        | Socialismo democrático                                  |      |
|             | IND         | Lista - Lista Independiente Movimiento Independiente 93 |            | Ramón Kobashigawa Kobashigawa | Fujimorismo Localismo trujillano                        |      |
|             | IND         | Lista - Lista Independiente Movimiento Regional del Norte |            | Jorge Ruiz Dávila             | Localismo trujillano                                    |      |

Otros candidatos
| Partidos y alianzas | Partidos y alianzas                                              | Candidatos                |
| ------------------- | ---------------------------------------------------------------- | ------------------------- |
|                     | Lista Independiente Frente Independiente de Integración Regional | Max Lázaro Moya           |
|                     | Lista Independiente Movimiento Independiente Trujillo 2000       | Pedro Castillo Alzamora   |
|                     | Lista Independiente Movimiento Independiente de Trujillo         | Alberto Ávalos López      |
|                     | Lista Independiente Movimiento Independiente Unidista            | Dionicio Desposorio Urcia |

## Resultados

### Sumario general
|                        |                                                                  |              |              |              |           |           |
| Partidos y coaliciones | Partidos y coaliciones                                           | Voto popular | Voto popular | Voto popular | Regidores | Regidores |
| Partidos y coaliciones | Partidos y coaliciones                                           | Votos        | %            | ±pp          | Total     | +/−       |
|                        | Partido Aprista Peruano (APRA)                                   | 115,420      | 67.49        | n/a          | 16        | n/a       |
|                        | Lista Independiente Movimiento Independiente 93                  | 16,919       | 9.89         | n/a          | 2         | n/a       |
|                        | Lista Independiente Movimiento Regional del Norte                | 10,985       | 6.42         | n/a          | 1         | n/a       |
|                        | Izquierda Unida (IU)                                             | 7,032        | 4.11         | n/a          | 0         | n/a       |
|                        | Partido Popular Cristiano (PPC)                                  | 5,455        | 3.19         | n/a          | 0         | n/a       |
|                        | Lista Independiente Frente Independiente de Integración Regional | 4,396        | 2.57         | n/a          | 0         | n/a       |
|                        | Acción Popular (AP)                                              | 4,379        | 2.56         | n/a          | 0         | n/a       |
|                        | Lista Independiente Movimiento Independiente Trujillo 2000       | 2,054        | 1.20         | n/a          | 0         | n/a       |
|                        | Lista Independiente Movimiento Independiente de Trujillo         | 1,630        | 0.95         | n/a          | 0         | n/a       |
|                        | Lista Independiente Movimiento Independiente Unidista            | 1,460        | 0.85         | n/a          | 0         | n/a       |
|                        | Movimiento Democrático de Izquierda (MDI)                        | 1,281        | 0.75         | Nuevo        | 0         | n/a       |
|                        |                                                                  |              |              |              |           |           |
| Total                  | Total                                                            | 171,011      |              |              | 19        | ±0        |
|                        |                                                                  |              |              |              |           |           |
| Votos válidos          | Votos válidos                                                    | 171,011      | 72.16        | n/a          |           |           |
| Votos en blanco        | Votos en blanco                                                  | 11,394       | 4.81         | n/a          |           |           |
| Votos nulos            | Votos nulos                                                      | 54,585       | 23.03        | n/a          |           |           |
| Votos emitidos         | Votos emitidos                                                   | 236,990      | 70.20        | n/a          |           |           |
| Abstenciones           | Abstenciones                                                     | 100,605      | 29.80        | n/a          |           |           |
| Votantes registrados   | Votantes registrados                                             | 337,595      |              |              |           |           |
|                        |                                                                  |              |              |              |           |           |
| Fuente:                |                                                                  |              |              |              |           |           |

### Concejo Provincial de Trujillo
| Cargo                           | Autoridad electa              | Partido político | Partido político                                  |
| ------------------------------- | ----------------------------- | ---------------- | ------------------------------------------------- |
| Alcalde Provincial de Trujillo  | José Murgia Zannier           |                  | Partido Aprista Peruano                           |
| Regidor Provincial de Trujillo  | Víctor Lozano Ibáñez          |                  | Partido Aprista Peruano                           |
| Regidor Provincial de Trujillo  | César Fonseca Jones           |                  | Partido Aprista Peruano                           |
| Regidor Provincial de Trujillo  | Alejandro Marini Flores       |                  | Partido Aprista Peruano                           |
| Regidora Provincial de Trujillo | Amelia Calderón de Ferrer     |                  | Partido Aprista Peruano                           |
| Regidor Provincial de Trujillo  | Ronald Cabanillas Novoa       |                  | Partido Aprista Peruano                           |
| Regidor Provincial de Trujillo  | Alfredo Díaz Jave             |                  | Partido Aprista Peruano                           |
| Regidora Provincial de Trujillo | Nelly Amemiya Hoshi           |                  | Partido Aprista Peruano                           |
| Regidor Provincial de Trujillo  | Humberto Huamanchumo Gonzáles |                  | Partido Aprista Peruano                           |
| Regidora Provincial de Trujillo | Elfi Sipiran Falconí          |                  | Partido Aprista Peruano                           |
| Regidor Provincial de Trujillo  | Juan Luján Burgos             |                  | Partido Aprista Peruano                           |
| Regidor Provincial de Trujillo  | Julio Chico Ribertte          |                  | Partido Aprista Peruano                           |
| Regidor Provincial de Trujillo  | Enrique Benites Delgado       |                  | Partido Aprista Peruano                           |
| Regidor Provincial de Trujillo  | Yul Bravo Burgos              |                  | Partido Aprista Peruano                           |
| Regidor Provincial de Trujillo  | Alfredo Gildemeister Benites  |                  | Partido Aprista Peruano                           |
| Regidor Provincial de Trujillo  | Carlos Vásquez Rivero         |                  | Partido Aprista Peruano                           |
| Regidor Provincial de Trujillo  | Vicente Reyes Carranza        |                  | Partido Aprista Peruano                           |
| Regidor Provincial de Trujillo  | Nelson Ywanaga Angulo         |                  | Lista Independiente Movimiento Independiente 93   |
| Regidor Provincial de Trujillo  | Julio Gutiérrez Zambrano      |                  | Lista Independiente Movimiento Independiente 93   |
| Regidor Provincial de Trujillo  | Huber Rodríguez Nomura        |                  | Lista Independiente Movimiento Regional del Norte |

## Elecciones municipales distritales

### Sumario general
| Partidos y coaliciones | Partidos y coaliciones                                           | Voto popular | Voto popular | Voto popular | Alcaldías | Alcaldías |
| Partidos y coaliciones | Partidos y coaliciones                                           | Votos        | %            | ±pp          | Total     | +/−       |
| ---------------------- | ---------------------------------------------------------------- | ------------ | ------------ | ------------ | --------- | --------- |
|                        | Partido Aprista Peruano (APRA)                                   |              |              | n/a          | 9         | n/a       |
|                        | Lista Independiente Movimiento Independiente 93                  |              |              | n/a          | 0         | n/a       |
|                        | Lista Independiente Movimiento Regional del Norte                |              |              | n/a          | 0         | n/a       |
|                        | Izquierda Unida (IU)                                             |              |              | n/a          | 0         | n/a       |
|                        | Partido Popular Cristiano (PPC)                                  |              |              | n/a          | 0         | n/a       |
|                        | Lista Independiente Frente Independiente de Integración Regional |              |              | n/a          | 0         | n/a       |
|                        | Acción Popular (AP)                                              |              |              | n/a          | 0         | n/a       |
|                        | Lista Independiente Movimiento Independiente Trujillo 2000       |              |              | n/a          | 0         | n/a       |
|                        | Lista Independiente Movimiento Independiente de Trujillo         |              |              | n/a          | 0         | n/a       |
|                        | Lista Independiente Movimiento Independiente Unidista            |              |              | n/a          | 0         | n/a       |
|                        | Movimiento Libertad (Libertad)                                   |              |              | n/a          | 0         | n/a       |
|                        | Movimiento Democrático de Izquierda (MDI)                        |              |              | Nuevo        | 0         | n/a       |
|                        | Frente Popular Agrícola del Perú (Frepap)                        |              |              | Nuevo        | 0         | n/a       |
|                        | Solidaridad y Democracia (SODE)                                  |              |              | Nuevo        | 0         | n/a       |
|                        | Listas independientes distritales                                |              |              | n/a          | 2         | n/a       |
|                        |                                                                  |              |              |              |           |           |
| Total                  | Total                                                            |              |              |              | 11        | ±0        |
|                        |                                                                  |              |              |              |           |           |
| Votos válidos          | Votos válidos                                                    |              |              | n/a          |           |           |
| Votos en blanco        | Votos en blanco                                                  |              |              | n/a          |           |           |
| Votos nulos            | Votos nulos                                                      |              |              | n/a          |           |           |
| Votos emitidos         | Votos emitidos                                                   |              |              | n/a          |           |           |
| Abstenciones           | Abstenciones                                                     |              |              | n/a          |           |           |
| Votantes registrados   |                                                                  |              |              |              |           |           |
|                        |                                                                  |              |              |              |           |           |
| Fuente:                |                                                                  |              |              |              |           |           |

### Resultados por distrito
La siguiente tabla enumera el control de los distritos de la provincia de Trujillo. El cambio de mando de una organización política se resalta del color de ese partido.
| Distrito             | Alcalde(sa) titular        | Partido político           | Partido político           | Alcalde(sa) electo(a)        | Partido político | Partido político             |
| -------------------- | -------------------------- | -------------------------- | -------------------------- | ---------------------------- | ---------------- | ---------------------------- |
| El Porvenir          | Sin información disponible | Sin información disponible | Sin información disponible | Víctor Moya Obesso           |                  | Partido Aprista Peruano      |
| Florencia de Mora    | Sin información disponible | Sin información disponible | Sin información disponible | Valcárcel Saldaña Gonzales   |                  | Partido Aprista Peruano      |
| Huanchaco            | Sin información disponible | Sin información disponible | Sin información disponible | Francisco García Calderón    |                  | Partido Aprista Peruano      |
| La Esperanza         | Luis Miranda Arrestegui    |                            | Partido Aprista Peruano    | Segundo Raza Urbina          |                  | Partido Aprista Peruano      |
| Laredo               | Segundo Ruíz Pérez         |                            | Partido Aprista Peruano    | Néstor Villaverde de la Cruz |                  | Desarrollo y Renovación      |
| Moche                | Julio Flores Cornelio      |                            | Partido Aprista Peruano    | Edmundo Ochoa Calderón       |                  | Partido Aprista Peruano      |
| Poroto               | Sin información disponible | Sin información disponible | Sin información disponible | Guillermo Castro Fernández   |                  | Partido Aprista Peruano      |
| Salaverry            | Sin información disponible | Sin información disponible | Sin información disponible | Antonio Gordillo Vega        |                  | Renovación y Justicia Social |
| Simbal               | Sin información disponible | Sin información disponible | Sin información disponible | Julio Gonzales Nieto         |                  | Partido Aprista Peruano      |
| Víctor Larco Herrera | Sin información disponible | Sin información disponible | Sin información disponible | Neptalí Ramirez Herrera      |                  | Partido Aprista Peruano      |
| Virú                 | Sin información disponible | Sin información disponible | Sin información disponible | Carlos Sánchez Heredia       |                  | Partido Aprista Peruano      |